# 索馬
索馬（Soma）是西非國家岡比亞的城鎮，由下河區負責管轄，位於該國中部岡比亞河南岸，距離首都班珠爾約180公里，海拔高度16米，鎮上有醫院和市集，2010年人口估計約10,281。